# Thorunna australis
Thorunna australis is een zeenaaktslak die behoort tot de familie van de Chromodorididae. Deze slak komt voor langs de kusten van Nieuw-Caledonië en in de Indische Oceaan (onder andere het Christmaseiland). 
De slak is beige tot lichtbruin gekleurd, met een lichtblauwe mantelrand. Over de rug lopen 3 dorsale witte lijnen, die geflankeerd worden door kleine donkerbruine vlekjes. De kieuwen en de rinoforen zijn wit en bruin gestreept. Ze wordt, als ze volwassen is, zo'n 15 tot 20 mm lang. Ze voeden zich met sponzen.